# Le Voyage de noces
Le Voyage de noces is een Franse film van Nadine Trintignant die werd uitgebracht in 1976.

## Samenvatting
Sarah, een jonge vrouw, vermoedt dat haar oudere echtgenoot Paul haar bedriegt. Vermits Paul geen klare wijn schenkt zoekt Sarah steun en troost bij een andere man. Ze wekt de jaloersheid op van Paul die haar voorstelt een tweede huwelijksreis te maken. Op die manier hopen ze elkaar in alle sereniteit te herontdekken. 

## Rolverdeling
| Acteur                 | Personage         |
| ---------------------- | ----------------- |
| Jean-Louis Trintignant | Paul Carter       |
| Stefania Sandrelli     | Sarah             |
| François Marthouret    | Bruno             |
| Nathalie Baye          | Sophie            |
| Serge Marquand         | Nico              |
| Pierre Santini         | de hoofdredacteur |
| Guy Marchand           |                   |
| Pascale Rivault        | Solange           |